# Koray Günter
Koray Günter, né le 16 août 1994 à Höxter, est un footballeur germano-turc qui évolue au poste de défenseur central à Al-Okhdood FC.

## Biographie
Né en Allemagne mais originaire de Turquie par ses parents, Koray Günter fait ses débuts dans le football à l'âge de 7 ans. Il est recruté en 2009 par le Borussia Dortmund. Koray est connu pour sa technique, son intelligence et sa relance de balle.

## Carrière

### Borussia Dortmund
Il joue son premier match professionnel contre le Borussia Mönchengladbach en entrant en jeu à la 88e minute.
Grand espoir de la sélection allemande[Laquelle ?], le jeune défenseur ne sera pas conservé par Jürgen Klopp. Toutefois, le club dispose une clause de rachat de 7 millions d'euros.

### Galatasaray SK
Le 28 janvier 2014, il est recruté par le club turc pour la somme de 2,5 millions d'euros .
Il dispute son premier match en Coupe de Turquie contre Tokatspor le 5 février 2014. 

### Genoa CFC
Le 12 juillet 2018, il signe au Genoa CFC pour 3ans

## Statistiques
| Saison                | Club                  | Championnat           | Championnat | Championnat | Coupe(s) nationale(s) | Coupe(s) nationale(s) | Supercoupe | Supercoupe | Compétition(s) continentale(s) | Compétition(s) continentale(s) | Compétition(s) continentale(s) | Total | Total |
| Saison                | Club                  | Division              | M.          | B.          | M.                    | B.                    | M.         | B.         | Comp.                          | M.                             | B.                             | M.    | B.    |
| 2013-2014             | Borussia Dortmund     | Bundesliga            | 1           | 0           | -                     | -                     | -          | -          | C1                             | -                              | -                              | 1     | 0     |
| Sous-total            | Sous-total            | Sous-total            | 1           | 0           | -                     | -                     | -          | -          | -                              | -                              | -                              | 1     | 0     |
| 2013-2014             | Galatasaray           | Süper Lig             | 4           | 0           | 3                     | 0                     | -          | -          | -                              | -                              | -                              | 7     | 0     |
| 2014-2015             | Galatasaray           | Süper Lig             | 12          | 0           | 7                     | 0                     | -          | -          | -                              | -                              | -                              | 19    | 0     |
| 2015-2016             | Galatasaray           | Süper Lig             | 9           | 0           | 6                     | 0                     | -          | -          | C3                             | 1                              | 0                              | 16    | 0     |
| 2016-2017             | Galatasaray           | Süper Lig             | -           | -           | -                     | -                     | -          | -          | -                              | -                              | -                              | 0     | 0     |
| 2017-2018             | Galatasaray           | Süper Lig             | 3           | 0           | 5                     | 0                     | -          | -          | -                              | -                              | -                              | 8     | 0     |
| Sous-total            | Sous-total            | Sous-total            | 28          | 0           | 21                    | 0                     | -          | -          | -                              | 1                              | 0                              | 50    | 0     |
| 2018-2019             | Genoa CFC             | Serie A               | 14          | 0           | 1                     | 0                     | -          | -          | -                              | -                              | -                              | 15    | 0     |
| Sous-total            | Sous-total            | Sous-total            | 14          | 0           | 1                     | 0                     | -          | -          | -                              | -                              | -                              | 15    | 0     |
| Total sur la carrière | Total sur la carrière | Total sur la carrière | 43          | 0           | 22                    | 0                     | -          | -          | -                              | 1                              | 0                              | 66    | 0     |

## Palmarès

### En club
|  |  | Galatasaray - Süper Lig - Champion : 2015 et 2018 - Coupe de Turquie - Vainqueur : 2014, 2015 et 2016 - Supercoupe de Turquie - Vainqueur : 2015 et 2016 |

### En équipe nationale
- Allemagne -17 ans
  - Troisième de la Coupe du monde des moins de 17 ans en 2011
    - Finaliste du championnat d'Europe des moins de 17 ans en 2011